# NGC 2875
NGC 2875 je zvjezdana asocijacija u zviježđu Lavu.

## Vanjske poveznice
- SEDS: NGC 2875